# ストィル川
ストィル川（ストィルがわ、ベラルーシ語: Стыр、ウクライナ語: Стир）は、ウクライナ北西部、ベラルーシ南部を流れるプリピャチ川の支流である。全長494km（うちベラルーシ国内での長さは70km）、流域面積13100km²（うちベラルーシ国内493km²）。河口での年間平均流量は49,5㎥/秒。
行政区でいえば、ウクライナ・リヴィウ州ブロディシクィー地区ポヌィクヴァ村近くのヴォルィーニ高地を水源地とし、リヴィウ州、ヴォルィーニ州、リウネ州を通過する。その後国境を越えてベラルーシへと入り、ブレスト州でプリピャチ川へと合流する。流域に位置する市にはベレステーチコ、ロジーシチェ、ルーツィク、クズネツオーウシクがある。
自然地理学的な特徴としては、上流域で河川の造成した渓谷は台形で幅が狭い（200 - 300m）が、大地に深く切れ込みを入れている。この地域の渓谷はプリピャチ川の渓谷と一括りに扱われている。上流域の渓谷の斜面は険しく、高さ30 - 40mに及ぶ。中流域の河川の両岸には氾濫原が連なり、その幅は2kmに及ぶ。また三日月湖も存在する。河口では2つの派川となって、プリピャチ川に流入する。春の氾濫期の水量が非常に多く、年間水量の50%に達する。
ベラルーシ南部のプリピャチ川とストィル川のプロストィリ氾濫原にはスゲとヨシの湿原があり、ハシボソヨシキリの繁殖地である。1997年にラムサール条約登録地となった。
1922年から、18の水理学局において、ストィル川に関する河川学が研究されている。また、川の水は揚水され、土地改良に用いられている。